# تشارلز ويلكينز ويبر
تشارلز ويلكينز ويبر (بالإنجليزية: Charles Wilkins Webber)‏ هو صحفي أمريكي، ولد في 29 مايو 1819، وتوفي في 11 أبريل 1856.